# Île Freycinet
Pour les articles homonymes, voir Freycinet.
L’île Freycinet (en espagnol : Isla Freycinet) est une île de l'océan Atlantique Sud située au Chili. Elle fait partie des îles Wollaston.

## Géographie
L'île se situe dans la partie sud-est de la Terre de Feu et fait partie du parc national Cabo de Hornos. L'île Deceit se trouve  au sud-sud-est. La baie Arquistade sépare les deux terres. 
Le sud de l'île est limité par la Punta Abarca.

## Histoire
En 1978, elle est revendiquée par l'Argentine dans le cadre du conflit du Beagle. Ce n'est qu'en 1984 lors du Traité de Paix et d'Amitié entre l'Argentine et le Chili qu'elle devient souveraine du Chili. 
L'emplacement océanique de l'île est discuté. Pour le Chili, elle fait partie de l'océan Pacifique ; pour l'Argentine, elle dépend de l'océan Atlantique et reprend en cela la définition de l'Organisation hydrographique internationale reprise dans sa publication spéciale portant sur les limites des océans et des mers.